# Schmelzgranulat
Schmelzgranulat ist ein Kunststoff (Polystyrol), der zum Basteln und im Modellbau eingesetzt wird. Das Granulat ist in verschiedenen transparenten Farben erhältlich.

## Anwendung
Die Körner werden in einer Form oder auf einen Träger platziert. Im Backofen bei 160° schmilzt das Granulat und verbindet sich zu einer Masse. Während des Abkühlens härtet sie aus. Häufig werden verschiedenfarbige Körner benutzt, mit denen sich Muster erzeugen lassen.

## Hersteller
Anbieter von Schmelzgranulat sind:
- Fa. Heintze & Blanckertz unter dem Markennamen Schmelzolan
- Fa. Creartec unter dem Markennamen Colouraplast